# Thunder and Lightning (album Thin Lizzy)
Thunder and Lightning è il dodicesimo e ultimo album in studio del gruppo musicale irlandese Thin Lizzy, pubblicato nel 1983 dalla Vertigo Records.

## Tracce
1. Thunder and Lightning (Downey, Lynott) – 4:55
2. This Is the One (Lynott, Wharton) – 4:02
3. The Sun Goes Down (Lynott, Wharton) – 6:18
4. The Holy War (Lynott) – 5:13
5. Cold Sweat (Lynott, Sykes) – 3:06
6. Someday She Is Going to Hit Back (Downey, Lynott, Wharton) – 4:05
7. Baby Please Don't Go (Lynott) – 5:11
8. Bad Habits (Gorham, Lynott) – 4:05
9. Heart Attack (Gorham, Lynott, Wharton) – 3:38

## Formazione
- Brian Downey - batteria, percussioni
- Scott Gorham - chitarra, voce
- Phil Lynott - basso, voce
- John Sykes - chitarra, voce
- Darren Wharton - tastiere, voce